# Róża labradorska
Róża labradorska (Rosa blanda Aiton) – gatunek krzewu należący do rodziny różowatych. Zasięg obejmuje północno-wschodnią część Ameryki Północnej, na zachodzie po Terytoria Północno-Zachodnie i Saskatchewan w Kanadzie oraz Dakotę Północną i Kolorado w Stanach Zjednoczonych. Południowa granica zasięgu biegnie od Kolorado poprzez Missouri, Wirginię Zachodnią, po Nowy Jork i Connecticut. Do Europy został sprowadzony w 1773 i jako introdukowany rośnie w Europie Środkowej – w krajach bałtyckich, Polsce, Austrii i na Węgrzech. 
W Polsce gatunek ten odnotowany został po raz pierwszy w uprawie w 1817 w ogrodzie Stanisława Wodzickiego w Niedźwiedziu pod Krakowem, kolejna introdukcja nastąpiła w drugiej połowie XX wieku. Współcześnie określany jest jako zadomowiony kenofit, wkraczający do zbiorowisk półnaturalnych.

## Morfologia

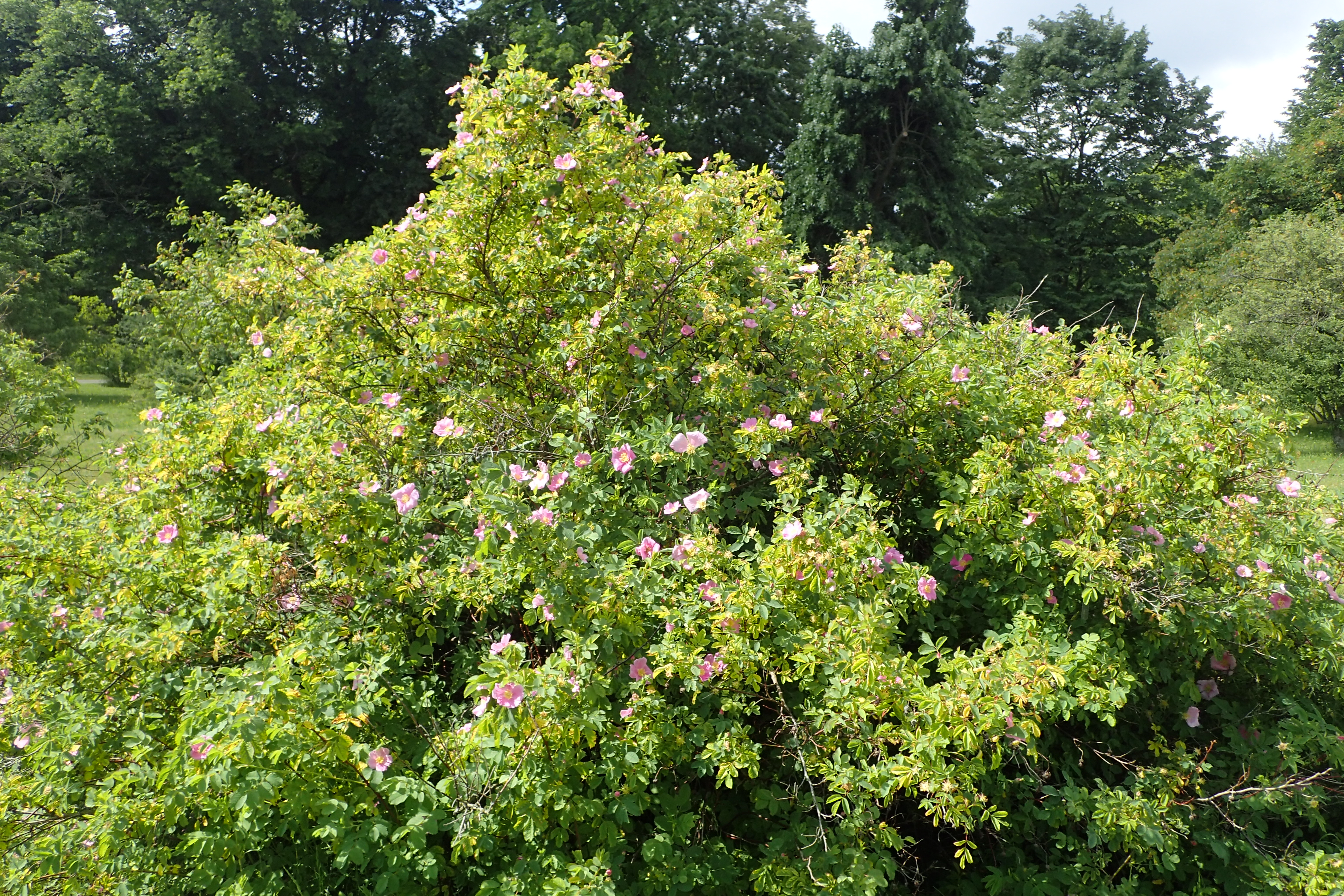
Pokrój krzewu

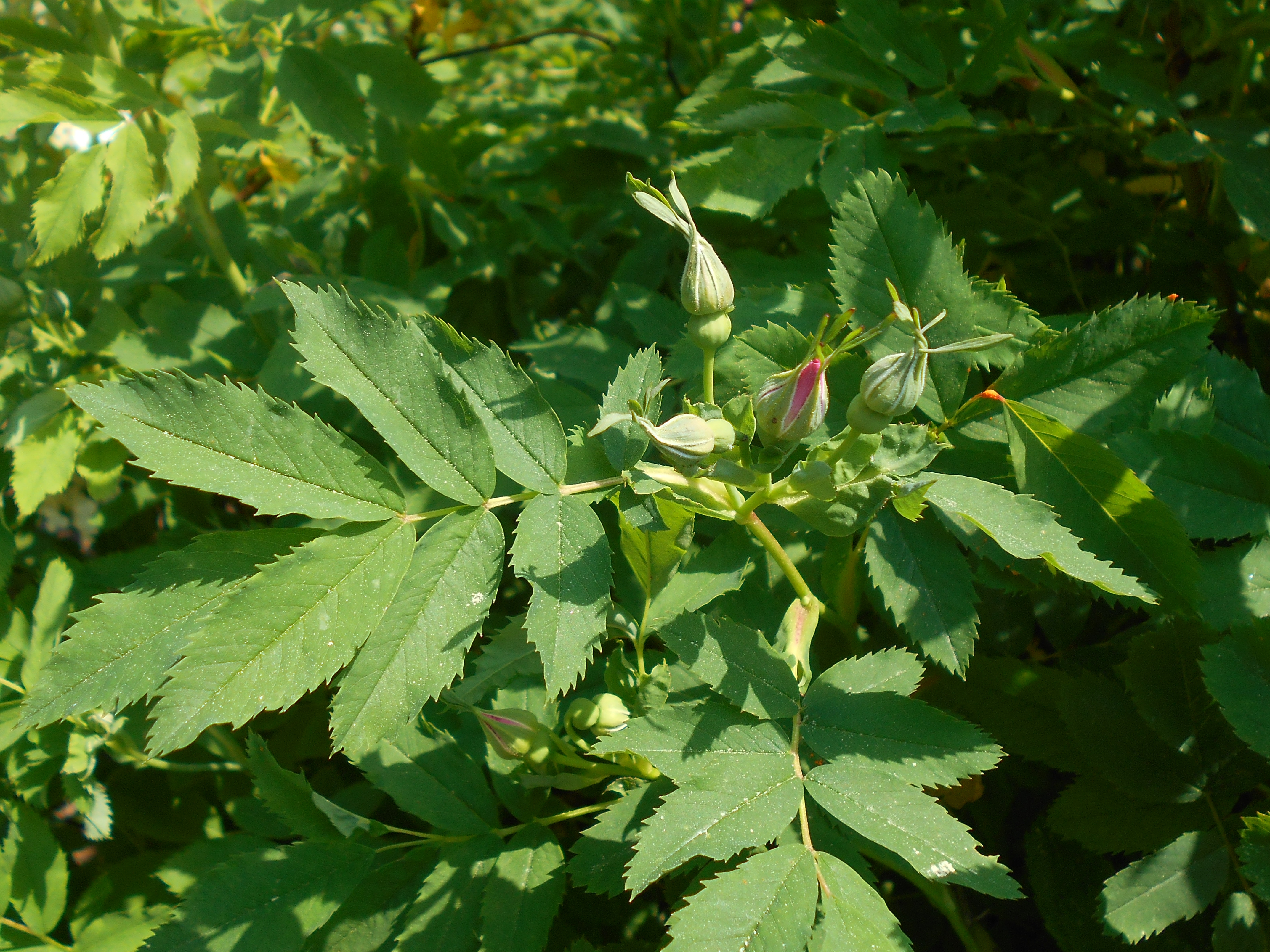
Pąki kwiatowe i liście róży labradorskiej

PokrójKrzew rozłożysty, tworzący rozległe zarośla. Słabo rozgałęziające się pędy rosną prosto wzniesione lub łukowato przewisają osiągając wysokość do 1–2 m. Młode pędy są nagie i zielone, na starszych kora ma barwę pomarańczowoczerwoną. Kolce (grubsze jak i igiełkowate) występują bardzo rzadko.
LiścieU nasady z przylistkami osiągającymi do 25 mm długości i 6 mm szerokości, całobrzegimi lub piłkowanymi, zwykle gruczołowatymi, zawsze z charakterystycznymi uszkami u nasady o szerokości 4–6 mm. Liście złożone z 5–7 (rzadko 9) listków osiągają od 8,5 do 11 cm długości. Oś liścia rzadko z kolcami, naga lub omszona, zwykle nieco ogruczolona. Listki eliptyczne do jajowatych o długości od 2,5 do 4 cm i o szerokości od 1,2 do 2 cm (rzadko nieco mniejsze lub większe). Blaszka cienka, od spodu jasnozielona, naga, czasem w różnym stopniu owłosiona ale zawsze bez gruczołków. Górna strona blaszki zielona, matowa lub nieco połyskująca. Blaszka na brzegu pojedynczo piłkowana (na każdej stronie listków ząbków jest od 10 do 26). Ząbki ostre, rzadziej stępione.
KwiatyZebrane po 1–5 (rzadko do 10) w wierzchotkowate kwiatostany. Szypułki cienkie, zwykle nagie, rzadziej nieco ogruczolone, wzniesione, osiągają do 2,5 cm długości. Przysadka jest pojedyncza lub podwójna, jajowato-lancetowata, do 2 cm długości, całobrzega, rzadziej piłkowana, naga, czasem z siedzącymi gruczołkami. Hypancjum jajowate lub kuliste o średnicy i wysokości ok. 5 mm, nagie, rzadko z siedzącymi gruczołkami. Działki kielicha wzniesione lub odgięte, jajowato-lancetowate, o długości do 3 cm i szerokości do 3,5 mm, całobrzegie lub pierzasto klapowane, nagie, czasem ogruczolone. Korona kwiatu osiąga 3–6, rzadko 7 cm średnicy. Płatki są różowe (rzadko białe), o długości i szerokości 12–26 mm. Pręciki bardzo liczne (ok. 115). Owocolistków jest od 32 do 55. Szyjki słupków wystają na 1–2 mm ponad orficjum i dysk (zwężone do ok. 4 mm ujście dna kwiatowego).
OwoceNiełupki osiągające do 4 mm długości i 3 mm średnicy. Zebrane są wewnątrz czerwonego (po dojrzeniu), mięsistego i nagiego owocu pozornego mającego kształt kulisty, czasem gruszkowaty elipsoidalny lub urnowaty o długości i średnicy wynoszącej od 8 do 11 mm. Owoc pozorny zwieńczony jest wyprostowanymi lub odgiętymi trwałymi działkami.

## Biologia i ekologia
Nanofanerofit. W naturze rośnie w zaroślach, na skrajach lasów i łąk, wzdłuż brzegów strumieni, rowów i rzek, na wydmach, miedzach i na terenach skalistych, na glebach piaszczystych i żwirowych. Kwitnie w czerwcu i lipcu.

## Systematyka
Gatunek należy do sekcji Cinnamomeae de Candolle ex Seringe podrodzaju Rosa w obrębie rodzaju róża Rosa z rodziny różowatych Rosaceae. Gatunkiem najbliżej spokrewnionym z R. blanda jest róża błotna R. palustris.
Do gatunku włączono jako z nim tożsame (co potwierdziły badania molekularne) rośliny opisywane wcześniej jako odrębne gatunki (R. johannensis, R. rousseauiorum, R. subblanda, R. williamsii), przy czym pewna odmienność tego ostatniego taksonu wskazywana jest jako być może wystarczająca dla wyodrębnienia go w randze podgatunku. Badania molekularne wykazały także tożsamy charakter R. blanda i R. woodsii, choć wskazywane są też wyraźne różnice morfologiczne między nimi (np. u R. blanda 115 pręcików, u R. woodsii 65).
W wyniku poliploidyzacji z róży labradorskiej (diploid 2n = 14) powstała Rosa arkansana. Takson też jest rodzicielskim dla mającej pochodzenie mieszańcowe róży karolińskiej Rosa carolina (drugim rodzicem jest róża błotna Rosa palustris).
Róża labradorska tworzy mieszańce m.in. z różą pomarszczoną R. rugosa (R. ×warleyensis Baker ex E. Wilm) – introdukowaną z wschodniej Azji i inwazyjną w Ameryce Północnej. Tworzenie płodnych mieszańców, krzyżujących się wstecznie z taksonami rodzicielskimi uznawane jest za istotne zagrożenie dla gatunku w naturze.
Do innych mieszańców tego gatunku należą:
- Rosa acicularis Lindl. × R. blanda Aiton – Rosa ×per-axeliana W. H. Lewis[13]
- Rosa blanda Aiton × R. carolina L. – Rosa ×gilmaniana W. H. Lewis[13]
- Rosa blanda Aiton × R. nitida Willd. – Rosa ×churchillii W. H. Lewis[13]
- Rosa blanda Aiton × R. virginiana Mill. – Rosa ×hainesii W. H. Lewis[13]
- Rosa blanda Aiton × R. woodsii subsp. woodsii Lindl. – Rosa ×dulcissima Lunell[14]
- Rosa blanda Aiton × R. palustris Marshall  – Rosa ×palustriformis (Rydb.) Voss[14]
- Rosa blanda Aiton × R. chinensis Jacq.  – Rosa ×aschersoniana Graebn.[15][16]

Róża labradorska generalnie wskazywana jest jako przykład gatunku łatwo tworzącego mieszańce. Wykorzystywana była w ogrodnictwie do tworzenia krzyżówek m.in. z takimi gatunkami jak Rosa pisocarpa, R. soulieana, R. abyssinica, R. multiflora, R. wichuraiana.